# Quantum Break
Quantum Break är en tredjepersonsskjutare utvecklat av Remedy Entertainment och utgivet av Microsoft Studios till Microsoft Windows och Xbox One. Spelet innehåller digitala episoder som interagerar med spelet baserat på spelarens val.

## Röstskådespelare[2]
- Shawn Ashmore - Jack Joyce
- Dominic Monaghan - William Joyce
- Aidan Gillen - Paul Serene
- Lance Reddick - Martin Hatch
- Marshall Allman - Charlie Wincott
- Patrick Heusinger - Liam Burke
- Mimi Michaels - Fiona Miller
- Amelia Rose Blaire - Amy Ferraro
- Brooke Nevin - Emily Burke
- Courtney Hope - Beth Wilder
- Jacqueline Pinol - Sofia Amaral
- Jeannie Bolet - Kate Ogawa
- Sean Durrie - Nick Marsters
- Matt Orlando - Brenner